# Szorb Gimnázium (Bautzen)
A bautzeni Szorb Gimnázium (felső-szorbul: Serbski gymnazij Budyšin, németül: Sorbisches Gymnasium Bautzen) középiskola Szászországban. Az egyetlen középfokú oktatási intézmény Németországban, ahol a tanítás teljes egészében felső-szorb nyelven folyik.
Az iskola mottója: „A szorb identitás fejlesztése és a humanista hagyományok ápolása”.

## Története

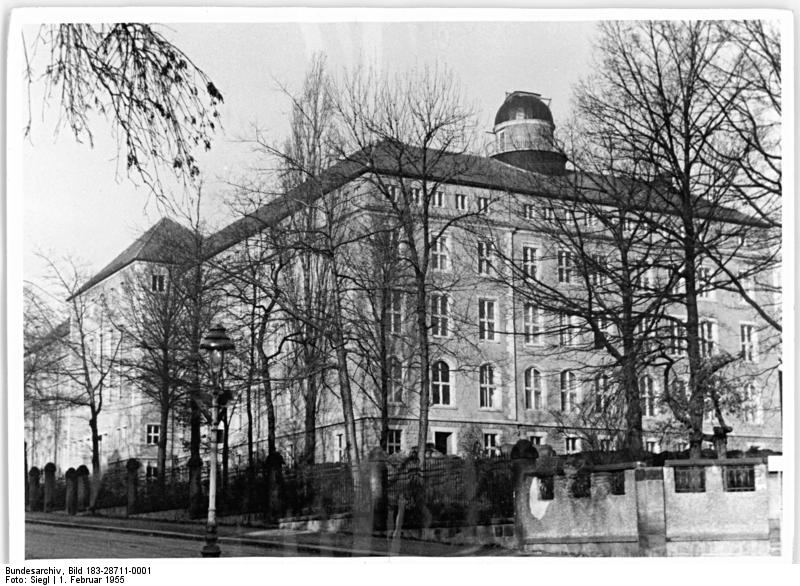
A Szorb Gimnázium 1955-ben

A Szorb Gimnáziumot 1947. szeptember 1-jén alapították Bautzen városában. A gimnázium eredetileg a Katolikus Felső Normál Iskolában volt, amely a második világháborúban súlyosan megsérült. 1937-ben a pedagógiai iskola bezárása után a Vámiskola kapott helyet az épületben. A háború alatt katonai kórházként működött. A Szorb Gimnázium fennállásának első periódusától bentlakásos iskola jelleget öltött, és távoli falvakból fogadott tanulókat. Az épületben működött a Lusatian Tanítóképző Intézet is.
A középiskolában 1949-től ifjúsági együttes, gyermekkórus és zenekar működik.
2007–2008-ban a gimnázium épületét felújították. Azóta általános iskola is működik ott.  2008-ban 56 pedagógus dolgozott teljes vagy részmunkaidőben az iskolában és 55 diák tett érettségi vizsgát.
A szorb nyelvet anyanyelvként vagy második nyelvként tanítják az iskolaban. Ezert az osztályok A és B csoportokra vannak osztva attól függően, hogy az ott lévők mennyire jól beszélik a felső-szorb nyelvet. A csoportokban tanulók hasonló nyelvtudással rendelkeznek (német és felső-szorb nyelvből). A diákok választásuk szerint francia, angol, cseh és orosz nyelvet is tanulhatnak.

## Fordítás
- Ez a szócikk részben vagy egészben  a(z)   Сербская гимназия (Баутцен) című orosz Wikipédia-szócikk ezen változatának fordításán alapul.  Az eredeti cikk szerkesztőit annak laptörténete sorolja fel. Ez a jelzés csupán a megfogalmazás eredetét és a szerzői jogokat jelzi, nem szolgál a cikkben szereplő információk forrásmegjelöléseként.